# Randolph Rose
Randolph Rose (* 7. Juni 1954 in Bamberg) ist ein deutscher Sänger und Schauspieler.

## Leben
Rose wurde als Sohn einer Deutschen Sindezza (Sinti) und eines Vaters aus Puerto Rico im fränkischen Bamberg geboren. Er spielte in zahlreichen Fernsehserien mit, u. a. Tanz-Café und Tommy Tulpe. Bekannt ist er vor allen Dingen als Schlagersänger und hatte mit der deutschen Fassung des Michael-Nesmith-Liedes Silver Moon (Silvermoon Baby) seinen größten Erfolg. Das Stück platzierte sich 1971 acht Wochen in der deutschen Hitparade unter den ersten 20. Im April erreichte es Platz 5. Bekannt wurde darüber hinaus vor allem seine deutsche Fassung des Songs Sylvia’s Mother von Dr. Hook & the Medicine Show (1972).
Auch später erschienen regelmäßig Singles, mit denen Rose auch in den Schlagercharts zu finden war, zuletzt 2008 im Duett mit Ela (Ex-Valerie’s Garten) der Titel 7 Tage ohne dich. 2014 trat er mit Roger Ciceros Zieh die Schuh aus bei The Voice of Germany in den Blind Auditions auf.
Randolph Rose ist ein Cousin von Marianne Rosenberg. Er lebt heute in Westerkappeln.

## Singles
- Vor ihrer Tür 1970 (O: Heather Honey)
- Silver Moon Baby 1971 (O: Silver Moon)
- Nur ein Flirt 1971 (O: Pour un flirt von Michel Delpech)
- Meilensteine der ersten Liebe 1972
- Ich muß noch heut nach Kansas City 1972
- Sylvias Mutter 1972 (O: Sylvia’s Mother)
- Manana 1973 (O: Mañana)
- Jerusalem 1973
- Heute soll Sonntag sein 1973 (O: Je viens diner ce soir)
- Hey, Amigo, muchas gracias 1973
- Carneval in Costa Rica-Wie ein König ohne Krone 1974
- Du siehst einen glücklichen Menschen 1974
- La La Love Song 1975 (O: La La Peace Song)
- Eine Frau wie Du 1997
- Wenn ein Tag schon so gut anfängt 2006 Label A1/A2 Records
- Musik macht jeden Himmel blau 2006 Label A1/A2 Records
- Zu weit gegangen 2006 Label A1/A2 Records
- Layla 2007 Label A1/A2 Records
- Sorry 2007 Label A1/A2 Records
- So wird Weihnachten schön (Duett mit ELA) 2007 Label A1/A2 Records
- Sylvias Mutter (Teil 2) 2008 Label A1/A2 Records
- Sieben Tage ohne dich (Duett mit ELA) 2008 Label A1/A2 Records
- 100 Jahre sind noch zu kurz für eine große Liebe 2008 Label A1/A2 Records
- Der Sommerwind weht 2009 Label A1/A2 Records
- Männer sagen niemals nie 2010 Label A1/A2 Records
- Das kleine bisschen Freiheit 2010 Label A1/A2 Records
- Silvermoon Baby 2019 FiestaRecordsMusic
- Absolut die 1 2020 FiestaRecordsMusic
- 100 Jahre sind noch zu kurz 2020 FiestaRecordsMusic
- Eine Nacht 2020 FiestaRecordsMusic

## Nachweise
1. ↑  Chartquellen: DE
2. ↑  Mit Freude von der Schall- zur Kochplatte
3. ↑  Randolph Rose – music4ever.de
4. ↑  Randolph Rose: 60-Jähriger aus Westerkappeln singt bei „The Voice of Germany“
5. ↑  Rosenberg-Cousin startet bei „Voice“
6. ↑  Biografie
7. ↑  Cousin von Marianne Rosenberg ist Kandidat bei „The Voice“